# Hyderabad Deccan
Hyderabad Deccan (telugu: హైదరాబాదు రైల్వే స్టేషను) – stacja kolejowa w Hajdarabadzie, w stanie Telangana, w Indiach. Jest pod zarządem Secunderabad Division of South Central Railway, podczas gdy stacja Kacheguda podlega pod Hyderabad Division of SCR. Stacja obsługuje miasto Hajdarabad i posiada wiele połączeń kolejowych do innych miast w kraju.